# Norbert Rózsa
Pour les articles homonymes, voir Rózsa.
Dans le nom hongrois Rózsa Norbert, le nom de famille précède le prénom, mais cet article utilise l’ordre habituel en français Norbert Rózsa, où le prénom précède le nom.
Norbert Rózsa, né le 9 février 1972 à Budapest, est un nageur hongrois, spécialiste de la brasse.

## Biographie
Norbert Rózsa a commencé la natation à l'âge de 7 ans et incorpore l'équipe nationale de natation hongroise en 1989. 
Il a représenté son pays lors de trois Jeux olympiques consécutifs, ceux de 1992 à Barcelone étant les premiers et il a été champion olympique du 200 m brasse en 1996 à Atlanta.
Il a été également champion du monde à Perth en 1991 puis à Rome en 1994.
S'ajoute à ces titres, celui de champion d'Europe à Athènes en 1991. 
Après les Jeux de Barcelone, l'entraîneur de Norbert Rózsa et de l'équipe de natation hongroise, Gyorgy Zemplenyi s'enfuit, en raison de forts soupçons de détournement de fonds et de fraude au sein de la fédération hongroise de natation. Norbert Rózsa se rend alors en Australie où il étudie et s'entraîne à l'Institut australien du sport pendant une année, puis il revient en Hongrie et choisit un nouvel entraîneur, Tamás Széchy.
Il ne participe pas aux championnats d'Europe 1993 à Sheffield mais s'aligne sur 100 m et 200 m brasse à ceux de Vienne en 1995 où il termine à la 4e place dans les deux courses.
Au mois de mai 2006, Norbert Rózsa est hospitalisé après une tentative de suicide.

## Palmarès

### Jeux olympiques d'été
- Jeux olympiques d'été de 1992 à Barcelone  Espagne
  -  médaille d'argent sur 100 m brasse (Temps : 1 min 1 s 68)
  -  médaille d'argent sur 200 m brasse (Temps : 2 min 11 s 23)
- Jeux olympiques d'été de 1996 à Atlanta  États-Unis
  -  médaille d'or sur 200 m brasse (Temps : 2 min 12 s 57)

### Championnats du monde de natation
- Championnats du monde de natation 1991 à Perth  Australie
  -  médaille d'or sur 100 m brasse (Temps : 1 min 1 s 45)
  -  médaille d'argent sur 200 m brasse (Temps : 2 min 12 s 03)
- Championnats du monde de natation 1994 à Rome  Italie
  -  médaille d'or sur 100 m brasse (Temps : 1 min 1 s 24)
  -  médaille d'or sur 200 m brasse (Temps : 2 min 12 s 81)
  -  médaille de bronze du relais 4 × 100 m quatre nages (Temps : 3 min 39 s 47) (Tamás Deutsch~Norbert Rózsa~Péter Horváth~Attila Czene)
- Championnats du monde de natation 1998 à Perth  Australie
  -  médaille de bronze sur 200 m brasse (Temps : 2 min 13 s 59)
  -  médaille de bronze du relais 4 × 100 m quatre nages (Temps : 3 min 39 s 53) (Attila Czene~Norbert Rózsa~Péter Horváth~Attila Zubor)

### Championnats d'Europe
- Championnats d'Europe 1991 à Athènes ( Grèce) :
  -  médaille d'or sur 100 m brasse (1 min 1 s 49) ;
  -  médaille d'argent sur 200 m brasse (2 min 12 s 58) ;
  -  médaille de bronze du relais 4 × 100 m quatre nages (3 min 39 s 53) (Tamás Deutsch~Norbert Rózsa~Péter Horváth~Béla Szabados).

## Records

### Grand bassin (50m)
- record du monde du 100 m brasse, en 1 min 1 s 45, le 7 janvier 1991 à Perth
- record du monde du 100 m brasse, en 1 min 1 s 29, le 20 août 1991 à Athènes

Le record du monde de Norbert Rózsa a été battu par son compatriote Károly Güttler le 8 août 1993, avec un temps de 1 min 0 s 95.